# Edmund Nagy
Edmund Nagy (lub Nicule „Miklos” Nagy, ur. ok. 1918, data śmierci nieznana) − rumuński piłkarz, napastnik z pochodzenia Węgier. Uczestnik mistrzostw świata z roku 1938.

## Kariera
W ciągu swej kariery zawodniczej, występował w klubie Crișana Oradea. W roku 1938 został powołany do kadry rumuńskiej na Mundial 1938, który odbywał się we Francji. Na mistrzostwa tych nie zagrał ani jednego spotkania.